# Prezidentské volby v Maďarsku 2024
Prezidentské volby v Maďarsku v roce 2024 se konaly v pondělí 26. února 2024. Republikový prezident je volen nepřímou volbou poslanci Zemského sněmu. Dosavadní prezidentka Katalin Nováková, která 10. února 2024 oznámila svou rezignaci, již nekandidovala, ačkoliv se mohla ucházet o své druhé funkční období.
Dne 22. února oznámil Máté Kocsis, že kandidátem vládní koalice stran Fidesz–KDNP pro tyto volby je právník a současný předseda ústavního soudu Tamás Sulyok. S ohledem na rozložení sil v Zemském sněmu, ve kterém drží současná vládní koalice 135  z celkových 199 mandátů, bylo zvolení Tamáse Sulyoka více než pravděpodobné. Dne 26. února 2024 byl se ziskem 134 poslaneckých hlasů v tajné parlamentní volbě zvolen do funkce prezidenta.

## Pozadí událostí
Dne 10. února 2024 oznámila prezidentka Katalin Nováková svou rezignaci poté, co byla kritizována za udělení milosti zástupci ředitele dětského domova v Bicske, který kryl sexuální zneužívání dětí ředitelem. Kontroverzní milost den předtím vedla k desetitisícové demonstraci před sídlem hlavy státu v Budapešti, na které řečníci požadovali její odstoupení.

## Volební systém

Výsledek předchozí prezidentské volby v parlamentu (10. března 2022):
Katalin Nováková (137)
Péter Róna (51)
neplatné hlasy (5)
nehlasovalo (6)

Od pádu komunismu v roce 1989 je prezident volen nepřímo Zemským sněmem. Podle současné maďarské ústavy (tzv. Základní zákon Maďarska, maďarsky Magyarország Alaptörvénye) přijaté pravicovou vládní koalicí Fidesz–KDNP v roce 2011 je prezident volen tajným hlasováním 199 poslanci parlamentu nejdříve 60, ale nejpozději 30 dní před vypršením pětiletého mandátu předchozího funkcionáře. Pokud jeho mandát zanikl předčasně, pak do 30 dnů od jeho skončení. Základní zákon zmocňuje předsedu Zemského sněmu, aby stanovil termín voleb. Kandidát na prezidenta potřebuje písemnou nominaci aspoň jedné pětiny poslanců (tedy 40), kteří nemohou navrhnout více než jednoho kandidáta. V prvním kole voleb je ke zvolení prezidenta potřeba dvoutřetinová většina všech poslanců. Není-li tato podmínka splněna, koná se druhé kolo mezi dvěma kandidáty, kteří v prvním kole získali nejvíce hlasů. Pak stačí prostá většina hlasujících poslanců. Zvolen může být občan Maďarska, který v den volby dosáhl věku 35 let. Hlava státu je volena na pětileté funkční období s možností jednoho opětovného zvolení.

### Požadavek přímé volby
Opoziční levicová aliance Společně pro Maďarsko již v prohlášení před parlamentními volbami v roce 2022 požadovala přímou volbu prezidenta. K tomu by však bylo zapotřebí ústavních změn, na které opozice nemá dostatečný počet poslanců. 
Po rezignaci Novákové opozice své požadavky na přímou volbu prezidenta ještě zesílila. „Je na čase, aby o prezidentovi rozhodovali lidé. O posledních třech prezidentech rozhodoval Viktor Orbán. Dva z nich předčasně skončili, třetí plnil pouze funkci stroje na podpisy a ani na chvíli neplnil opravdovou funkci prezidenta,“ – uvedla opoziční levicová Demokratická koalice s narážkou na Pála Schmitta, Katalin Novákovou a Jánose Ádera. 
Téma přímé volby prezidenta se v Maďarsku řešilo již v létě roku 1990, kdy bylo uspořádáno referendum s otázkou: Přejete si, aby byl republikový prezident volen přímou formou? Ačkoliv 85 % odevzdaných hlasů bylo PRO, samotného referenda se účastnilo jen 14 % oprávněných voličů a bylo tedy neplatné. Což dokládá tehdejší přílišný nezájem maďarské veřejnosti o volbu hlavy státu, která má spíše reprezentativní funkci, neboť pro maďarský politický systém je charakteristická silná pozice premiéra.

## Kandidáti
Kandidátem vládní koalice Fidesz–KDNP se stal Tamás Sulyok. Ačkoliv tři (Dialog – Strana zelených, Hnutí Naše vlast a LMP – Zelená strana Maďarska) z celkem sedmi opozičních stran zasedajících v parlamentu navrhly svého kandidáta, žádný z nich nezískal potřebný počet alespoň 40 podpisů poslanců.
| Portrét        | Jméno (datum narození)   | Strana    | Profese                                                                                       | Podporující subjekty                     | Podpisy | Zdroj  |
| -------------- | ------------------------ | --------- | --------------------------------------------------------------------------------------------- | ---------------------------------------- | ------- | ------ |
| Magdolna Csath | Magdolna Csath (* 1943)  | nestraník | Ekonomka, vysokoškolská profesorka, neúspěšná kandidátka v parlamentních volbách 2002 za MIÉP | Hnutí Naše vlast (6 mandátů)             | NE      | [ 18 ] |
| Péter Hack     | Péter Hack (* 1959)      | nestraník | Právník, univerzitní pedagog, exposlanec parlamentu (1990–2002) za SZDSZ                      | LMP – Zelená strana Maďarska (5 mandátů) | NE      | [ 19 ] |
|                | Jenő Kaltenbach (* 1947) | nestraník | Právní vědec, univerzitní pedagog                                                             | Dialog – Strana zelených (6 mandátů)     | NE      | [ 20 ] |
| Tamás Sulyok   | Tamás Sulyok (* 1956)    | nestraník | Právník, univerzitní pedagog, soudce a předseda ústavního soudu (2016– )                      | Fidesz (116 mandátů), KDNP (19 mandátů)  | ANO     | [ 21 ] |

## Dříve zvažovaní kandidáti

### Fidesz–KDNP
- László Kövér (* 1959) – právník, politik, předseda parlamentu (2010– ) a spoluzakladatel Fidesz.[22]
- Miklós Maróth (* 1943) – klasický filolog, orientalista, univerzitní profesor a děkan.[23]
- Béla Merkely (* 1966) – lékař, kardiolog, univerzitní pedagog, rektor Semmelweis Egyetem.[24]
- Tibor Navracsics (* 1966) – právník, politik, politolog, ministr pro místní rozvoj (2022– ), bývalý eurokomisař (2014–2019), exministr spravedlnosti (2010–2014) a zahraničních věcí (2014).[24]
- István Stumpf (* 1957) – právník, sociolog, univerzitní pedagog, bývalý ústavní soudce (2010–2019), exministr (1998–2002).[24]
- Kristóf Szalay-Bobrovniczky (* 1970) – diplomat, armádní důstojník v záloze, ministr obrany (2022– ).[22]
- László Trócsányi (* 1956) – diplomat, právní vědec, politik, poslanec EP (2019– ) za Fidesz, exministr spravedlnosti (2014–2019), bývalý velvyslanec ve Francii (2010–2014) a Belgii (2000–2004).[22]

### Opozice
- Gábor Iványi (* 1951) – pastor, politik, exposlanec parlamentu (1990–1994 a 1998–2002) za SZDSZ.[25]
- László Majtényi (* 1950) – právní vědec, prezident Institutu veřejné politiky Károly Eötvöse financovaný nadací Open Society Foundations, neúspěšný kandidát ve volbách 2017.[25]
- Péter Róna (* 1942) – ekonom, právník, neúspěšný kandidát ve volbách 2022.[22][25]

## Výsledky
| Kandidát         | Podporující subjekty | Hlasy | Hlasy  |
| Kandidát         | Podporující subjekty | Počet | v %    |
| ---------------- | -------------------- | ----- | ------ |
| Tamás Sulyok     | Fidesz, KDNP         | 134   |        |
| PROTI            |                      | 5     |        |
| Neplatné hlasy   | Neplatné hlasy       | 8     |        |
| Nehlasovalo      | Nehlasovalo          | 52    |        |
| Celkem hlasovalo | Celkem hlasovalo     | 147   |        |
| Celkem poslanců  | Celkem poslanců      | 199   | 100.00 |